# A Charlie Brown Valentine
A Charlie Brown Valentine (en español Charlie Brown y las tarjetas del día de San Valentín) es el cuadragésimo especial animado en horario prime-time basado en el popular cómic diario Peanuts, de Charles M. Schulz. Fue el primer especial de Peanuts producido por ABC en lugar de la CBS, estrenado el 14 de febrero de 2002. Si bien se habían hecho muchos especiales enfocados en amoríos de los personajes, es el segundo especial que trata específicamente del Día de San Valentín, el primero fue Be My Valentine, Charlie Brown. 
Este corto dirigido por Bill Melendez fue la primera producción de Peanuts en años. Creó un impacto en la sociedad, hasta el punto que el estudio de producción recibió una multitud de cartas de San Valentín dirigidas para Snoopy.

## Significado
A Charlie Brown Valentine fue el primer especial de Peanuts en ser producido luego de la muerte de Charles Schulz en el 2000. Además, fue el primer especial en que se usó animación estilo digital ink and paint en lugar de la tradicional cel animation. También se utilizó un estilo de dibujo similar a la tira cómica, con un contorno blanco alrededor del pelo de Lucy y las orejas de Snoopy (esto se dejó de hacer en los especiales siguientes).
La mayor parte de la banda sonora se compone de las melodías clásicas compuestas por Vince Guaraldi. 
Por otra parte, el personaje de la Pequeña Niña Pelirroja es vuelto a ver a cuerpo entero, pero con un aspecto muy diferente al aparecido en It's Your First Kiss, Charlie Brown. En esta película, el personaje también es nombrado Heather, pero en A Charlie Brown Valentine vuelve a ser simplemente la pequeña pelirroja. 

## Sinopsis
Snoopy tiene ideas para poemas en tarjetas de San Valentín, pero estas son muy criticadas y aborrecidas por Lucy y Sally. Charlie Brown está almorzando en la escuela, y piensa de lo mucho que quisiera hablar con la Pequeña Pelirroja. El piensa que, a pesar de todo, él es el tipo de persona que a ella le gusta. Él dice: "No soy la mejor persona que ha existido, pero, después de todo, ¿quién lo es? Solo soy un niño tierno que nunca ha hecho amistad con lindas niñas pelirrojas". En ese momento, a la Niña Pelirroja se le cae su lápiz mientras camina, sin darse cuenta. Charlie Brown, al encontrarlo, ver que es de ella y que esta lleno de mordidas, se da cuenta de que muerde su lápiz, y es humana. Aunque él quiere usar el lápiz como excusa para hablar con ella, pero desafortunadamente Lucy se lo quita y se lo devuelve ella. 
Al día siguiente, Marcie está haciendo una tarjeta de San Valentín para Charlie Brown, diciéndole a Peppermint Patty que él le gusta mucho. Ese día más tarde, Marcie va a la casa de Charlie Brown para preguntarle si ella le gusta, a lo que él responde "¿Qué si qué?". Ella se va enojada. Más tarde, Charlie Brown recibe una carta que dice: "Sé que te gusto y yo gusto de ti". Él se ilusiona pensando que es de la Pequeña Pelirroja, pero Peppermint Patty le grita, diciendo: "¡Esa carta la envié yo, tu me gustas Charlie!", y mientras ella se va enojada, él dice: "¿En serio?". Al día siguiente, Marcie llama a Charlie, para preguntarle si le gusta, y él se vuelve a confundir. 
Charlie Brown le pide a Linus que hable con la Pequeña Pelirroja para saber si gusta de él. Cuando Linus va a hablar con ella le describe a Charlie Brown, pero ella se confunde con varios chicos y parece no saber de la existencia de Charlie. 
Más tarde, en clase, Charlie intenta impresionar a la Niña Pelirroja diciéndole un cumplido, y luego guiñándole un ojo. Pero los dos intentos fallan, ya que en el primero, ella se cae de su silla; y luego, la maestra lo manda a la enfermería porque piensa que tiene un problema en su ojo.
Al otro día, San Valentín, la Pequeña Pelirroja empieza a repartir sus tarjetas de San Valentín a sus compañeros. Charlie Brown se emociona porque cree que puede llegar a recibir una tarjeta de ella, pero eso no ocurre. 
Más tarde, cuando están en la pared, Linus le sugiere a su amigo que consiga el número de la Pelirroja y la invite por teléfono al baile de San Valentín. Aunque Charlie cree que ella le puede cortar, su amigo lo alienta diciéndole que la belleza del teléfono es que solo él se enterará de lo que le diga. Luego, cuando Charlie Brown intenta llamar a su amada, pero se confunde de número y termina hablando con Marcie. Ella le dice que seguramente se equivocó y que quería hablar con Peppermint Patty, que estaba allí. Cuando Patty contesta, le dice que posiblemente llamaba para invitarla al baile escolar de San Valentín, y, sin dejar que el diga nada, acepta.
Esa noche, Charlie Brown se viste de traje, ya que tiene que ir al baile con Peppermint Patty. Invita a Snoopy a que lo acompañe, y se va con él. Cuando llegan al baile, le dicen que no se permiten perros en el baile, pero Charlie dice que en realidad es un chico que fue disfrazado de perro porque pensó que la fiesta era de disfraces, por lo que Snoopy puede pasar. 
En la fiesta, Charlie Brown se encuentra con Linus, quién le dice que debe invitar a bailar a la Pequeña Pelirroja. Cuando se decide, y empieza a avanzar hacia ella, cada vez más nervioso, Marcie y Peppermint Patty se le cruzan en su camino y empiezan a bailar con el, para su disgusto. Cuando ellas lo dejan, se da cuenta de que la Pelirroja está bailando con alguien más. Y ese alguien es Snoopy. 
Al día siguiente, Marcie y Peppermint Patty se quejan a Charlie Brown porque no fue una buena cita, tampoco fue un buen bailarín y no querían ser invitadas por él a un baile nunca más. Finalmente, Charlie termina molesto porque no pudo bailar con su amada, y no recibió una tarjeta. Snoopy se aparece con un carro lleno de tarjetas, y una es para Charlie. La historia termina ahí, sin saberse quién le envió la tarjeta.

## Reparto
| Personaje        | Voz original             | Actor de doblaje (México) |
| ---------------- | ------------------------ | ------------------------- |
| Charlie Brown    | Wesley Singerman         | Alejandro Orozco          |
| Lucy Van Pelt    | Lauren Schaffel          | Karla Falcón              |
| Linus Van Pelt   | Corey Padnos             | Isabel Martiñon           |
| Peppermint Patty | Emily Lalande            | Patricia Acevedo          |
| Marcie           | Jessica D. Stone         | Montserrat Mendoza        |
| Sally Brown      | Nicolette Little         | Andalucía López           |
| Schroeder        | Christopher Ryan Johnson | José Antonio Toledano     |
| Snoopy/Woodstock | Bill Melendez            | Bill Melendez             |
| Insertos         | N/A                      | Benjamín Rivera           |

- El doblaje para Latinoamérica se realizó en México, probablemente en el año 2010, para la edición de la película por Warner Home Video.

## Distribución en video

### Lanzamiento en VHS
La película tuvo un único lanzamiento en VHS, que data del 6 de enero de 2004, por Paramount Pictures.

### Lanzamiento en DVD
La primera edición en DVD fue lanzada el mismo día que la de VHS. Incluyó como especiales de bonus There No Time for Love, Charlie Brown y Someday You'll Find Her, Charlie Brown. Fue lanzado por Paramount Pictures.
La segunda edición en DVD fue lanzada por Warner Home Video el 28 de diciembre de 2010. Esta edición solo incluyó como extra Someday You'll Find Her....